# Pallavolo ai Giochi della XXX Olimpiade - Qualificazioni al torneo maschile (FIVB)
Le qualificazioni intercontinentali ed asiatiche ed oceaniane di pallavolo maschile ai Giochi della XXX Olimpiade si sono svolte dal 1º al 10 giugno 2012 a Tokyo, in Giappone, a Sofia, in Bulgaria e a Berlino, in Germania. Al torneo hanno partecipato 16 squadre nazionali, divise in quattro gironi e le vincitrici di ogni girone, ossia Serbia, Bulgaria e Germania, oltre all'Australia, prima classificata nel girone A, valevole anche come torneo di qualificazione per la zona asiatica ed oceaniana, si sono qualificate ai Giochi della XXX Olimpiade.

## Squadre partecipanti
| - Australia - Bulgaria - Cina - Corea del Sud - Cuba - Egitto - Francia - Germania | - Giappone - India - Iran - Pakistan - Porto Rico - Rep. Ceca - Serbia - Venezuela |

## Fase a gironi

### Girone A -Tokyo

#### Classifica finale
| Classifica | Squadre       | Qualificazione             |
| ---------- | ------------- | -------------------------- |
| 1          | Serbia        | Giochi della XXX Olimpiade |
| 2          | Australia     | Giochi della XXX Olimpiade |
| 3          | Iran          |                            |
| 4          | Giappone      |                            |
| 5          | Cina          |                            |
| 6          | Corea del Sud |                            |
| 7          | Venezuela     |                            |
| 8          | Porto Rico    |                            |

### Girone B -Sofia

#### Classifica finale
| Classifica | Squadre  | Qualificazione             |
| ---------- | -------- | -------------------------- |
| 1          | Bulgaria | Giochi della XXX Olimpiade |
| 2          | Francia  |                            |
| 3          | Egitto   |                            |
| 4          | Pakistan |                            |

### Girone C -Berlino

#### Classifica finale
| Classifica | Squadre   | Qualificazione             |
| ---------- | --------- | -------------------------- |
| 1          | Germania  | Giochi della XXX Olimpiade |
| 2          | Cuba      |                            |
| 3          | Rep. Ceca |                            |
| 4          | India     |                            |